# Phaeognathus hubrichti
Phaeognathus hubrichti är en groddjursart som beskrevs av Richard Highton 1961. Phaeognathus hubrichti är ensam i släktet Phaeognathus som ingår i familjen lunglösa salamandrar. IUCN kategoriserar arten globalt som starkt hotad. Inga underarter finns listade i Catalogue of Life.
Denna salamander är bara känd från delstaten Alabama i USA.
Arten når en längd av 22 cm och den gömmer sig ofta under stenar eller i lövskiktet. Påfallande är djurets korta ben. Därför var den inte känd före 1960-talet.